# Caloncoba welwitschii
Caloncoba welwitschii là một loài thực vật có hoa trong họ Achariaceae. Loài này được (Oliv.) Gilg mô tả khoa học đầu tiên năm 1908.